# Lomantán
Lomantán es una localidad del estado mexicano de Chiapas. Es parte del municipio de Las Margaritas.

## Demografía
| Gráfica de evolución demográfica |
|                                  |

| Censo | Población |
| ----- | --------- |
| 1910  | 53        |
| 1921  | 93        |
| 1930  | 116       |
| 1940  | 145       |
| 1950  | 237       |
| 1960  | 294       |
| 1970  | 388       |
| 1980  | 480       |
| 1990  | 676       |
| 2000  | 850       |
| 2010  | 1 034     |
| 2020  | 1 115     |